# Geogarypus purcelli
Geogarypus purcelli är en spindeldjursart som först beskrevs av Edvard Ellingsen 1912.  Geogarypus purcelli ingår i släktet Geogarypus och familjen Geogarypidae. Inga underarter finns listade i Catalogue of Life.